# Ippei Shinozuka
Ippei Shinozuka (篠塚 一平 Shinozuka Ippei?), född 20 mars 1995 i Chiba prefektur, är en japansk fotbollsspelare.
Shinozuka spelade för Yokohama F. Marinos. Han spelade 20 ligamatcher för klubben. 2019 flyttade han till Omiya Ardija.